# Vila Ipanema
Vila Ipanema é um bairro do município brasileiro de Ipatinga, no interior do estado de Minas Gerais. Localiza-se no distrito-sede, estando situado na Regional I. Segundo o censo demográfico de 2022, realizado pelo Instituto Brasileiro de Geografia e Estatística (IBGE), sua população era de 1 462 habitantes e havia 551 domicílios particulares permanentes ocupados. Possui área de 0,5 km² conforme a prefeitura.
De acordo com o IBGE, em 2010 a população era de 1 749 habitantes e havia 561 domicílios particulares.

## História

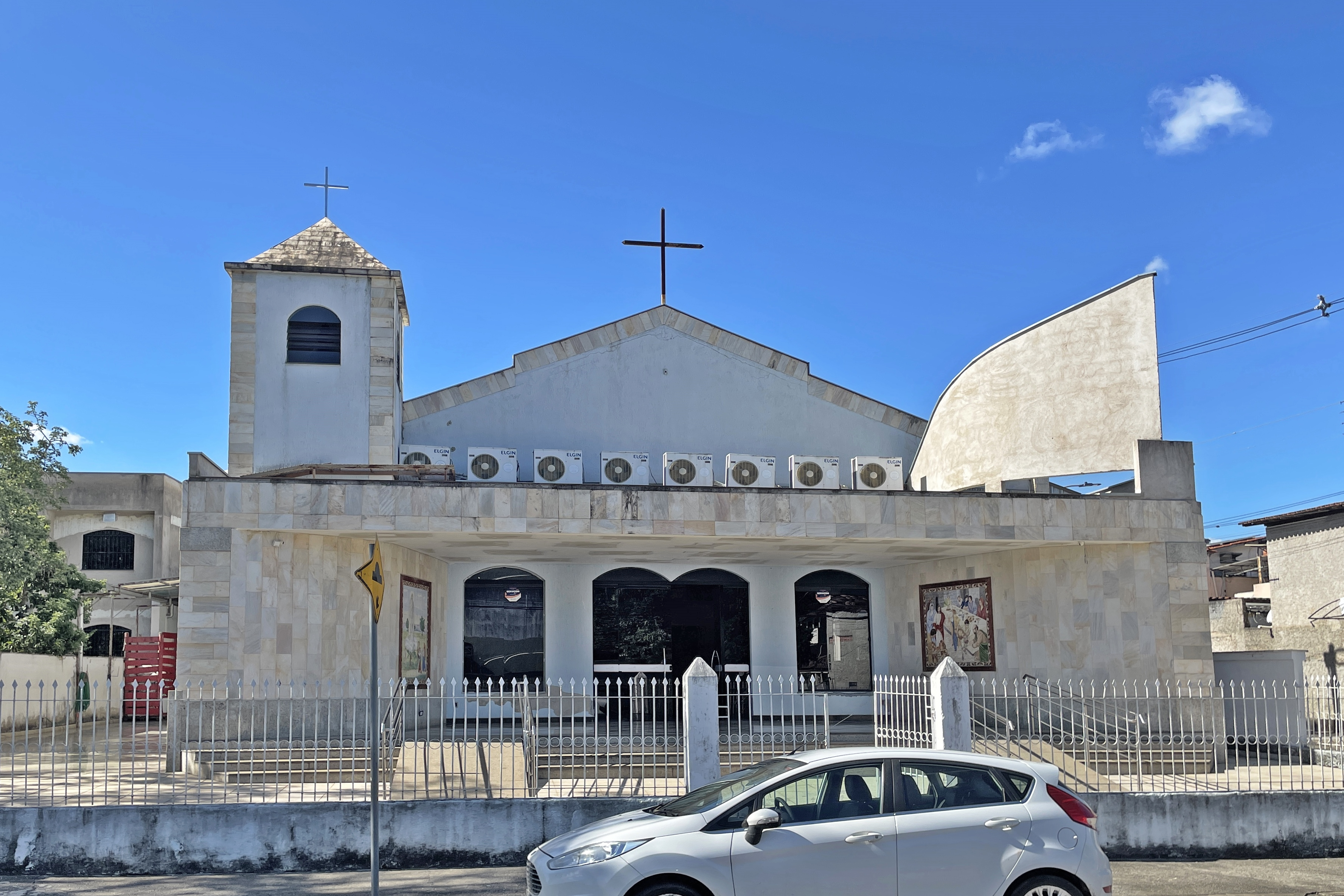
A Igreja Nossa Senhora de Fátima, da Paróquia Sagrado Coração de Jesus.

O bairro foi construído como parte do primeiro plano urbanístico da atual cidade, então chamada de Vila Operária, projetado pelo arquiteto Raphael Hardy Filho e destinado aos trabalhadores da Usiminas. A primeira fase da construção do conjunto ocorreu entre 1953 e 1962 e a segunda de 1963 a 1967.
Foi um dos primeiros bairros planejados a serem ocupados, sendo destinado aos funcionários que construíram outros conjuntos, operários de base e homens solteiros, o que foi refletido em lotes de proporções reduzidas, entre os menores dos bairros da Vila Operária, conforme a hierarquia da empresa. As casas construídas em cada fase possuíam diferenças, porém em ambas eram relativamente simples e sem ornamentos.
O conjunto inicialmente era composto por sete quadras paralelas de residências unifamiliares. Posteriormente foram construídos os alojamentos e repúblicas para solteiros, um setor destinado a serviços públicos e mais casas. Foi implantado com quadras retangulares e alongadas, tendo sido equipado com área para igreja, praças, uma unidade do SESI e uma unidade da Cooperativa de Consumo dos Empregados da Usiminas (Consul). Foi executado em uma área plana na margem do ribeirão Ipanema e ao lado da Estrada de Ferro Vitória a Minas (EFVM), mas foram mantidas áreas verdes ao redor da unidade de habitação.
A menos de 500 metros do bairro está uma área que já foi utilizada pela Usiminas para descarte de resíduos industriais oleosos, posteriormente usada como pátio de carvão da siderúrgica. Em 2009, foi descoberta uma contaminação das águas do subsolo do Vila Ipanema causada por benzeno originado desse pátio, o que fez com que a extração de água em poços artesianos fosse suspensa. Em vista do problema, foi firmado um Termo de Ajuste de Conduta (TAC) entre a Usiminas e o Ministério Público que determinou a descontaminação das águas e do solo pela empresa, o que foi executado em 2011.

## Descrição

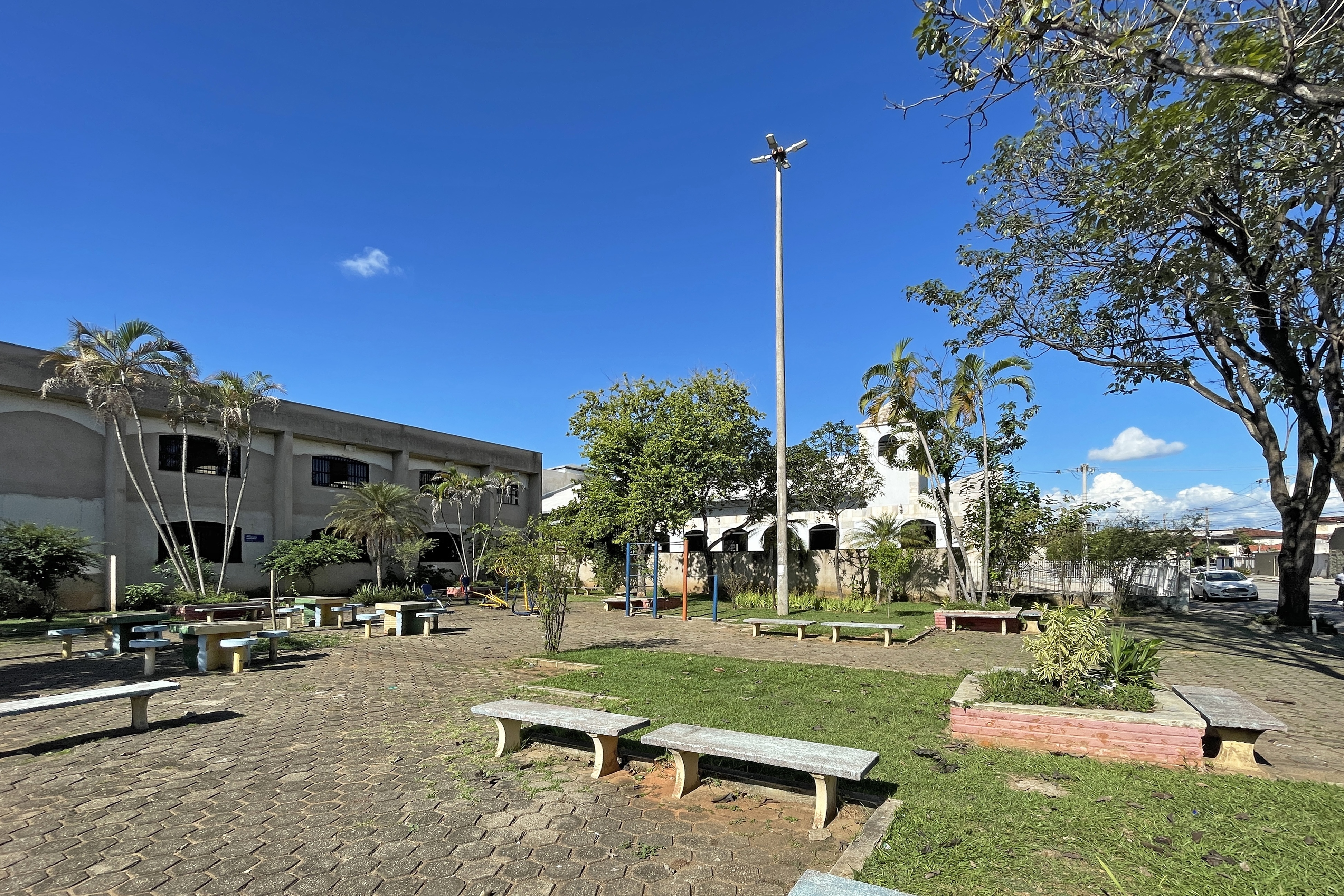
Praça dos Pioneiros

Além de estar ao lado da ferrovia Vitória a Minas, também passa pela localidade a Avenida Cláudio Moura (BR-458), via que serve como principal acesso. Na entrada do bairro está um viaduto por onde passa a via férrea e a rodovia, com alças de acesso ao Vila Ipanema. A maioria de seus logradouros têm nomes de praias ou localidades litorâneas, a exemplo de Urca, Paquetá e Alcobaça. A Igreja Nossa Senhora de Fátima, por sua vez, representa a sede da comunidade católica local, que está subordinada à Paróquia Sagrado Coração de Jesus.
O bairro possui um clube esportivo e recreativo, o Ipanema Esporte Clube. A equipe de futebol que leva o nome do clube possui participações e títulos no amadorismo do município e foi declarada com bem de utilidade pública pela Lei nº 184 de 1968. Outro ponto de referência do Vila Ipanema é a praça do bairro (Praça dos Pioneiros), que é usada como espaço de convivência pela comunidade.